# Amalia Kuylenstierna
Anna Charlotta Amalia Kuylenstierna, född 14 december 1842 i Karlsborg, död 8 januari 1909 i Stockholm, var en svensk konstnär.
Hon var dotter till apotekaren Carl Elis Hæffner och Hedda Bergström och från 1865 gift med översten Carl Wilhelm Kuylenstierna. Hon var mor till Gurli och Oswald Kuylenstierna. Hon studerade konst för Per Daniel Holm och Oscar Törnå. Kuylenstierna medverkade i Konstföreningens utställning i Stockholm 1896. Hennes konst består av blomsterstilleben och landskap i olja samt kopior av äldre mästares arbeten. Kuylenstierna är begravd på Norra begravningsplatsen utanför Stockholm.